# Р-31
Р-31 (индекс УРАВ ВМФ — 3М17, код СНВ — РСМ-45, по классификации МО США и НАТО — SS-N-17 Snipe) — первая советская двухступенчатая твердотопливная баллистическая ракета, предназначенная для размещения на подводных лодках проекта 667АМ в составе ракетного комплекса Д-11.

## История
Разработана в КБ «Арсенал». Первый успешный пуск с подводной лодки — 22 декабря 1976 года. Принята на вооружение в 1980 году. Испытания показали высокую скорострельность комплекса и некоторые преимущества при подготовке к стрельбе: залп всех 12 ракет занимал около минуты, предстартовая подготовка занимала около трёх минут, при этом старт происходил из «сухих» шахт при помощи пороховых аккумуляторов, что исключало демаскирующие звуки при заполнении ракетных шахт водой. Проект был признан весьма перспективным, но в серию не пошёл. Ракетами этого типа в качестве эксперимента был вооружён один корабль, РПКСН К-140. Всего было произведено 36 ракет Р-31. 20 из них были выпущены в ходе испытаний и 5 ракетных стрельб в 1976—1988 годах. Остальные 16 ракет были утилизированы осенью 1990 года путём отстрела. При этом 10 ракет были успешно запущены, а 6 в связи с различными неполадками были уничтожены на берегу.

## Тактико-технические характеристики
- Годы эксплуатации: 1980—1990[1]
- Стартовая масса: 26 800 кг
- Диаметр: 1,54 м
- Длина: 11,06 м (с пусковым ПАД — 12 м)
- Забрасываемый вес: 450 килограмм
- Тип ГЧ: моноблочная, РГЧ ИН (проект) с 3 или 8 боевыми блоками
  - Мощность боевого блока: 500 кТ
- Дальность стрельбы: 3900—4200 км